# 隠れ教育費
隠れ教育費（かくれきょういくひ、英:Hidden education cost）とは、学校教育においてかかる保護者負担や教職員の自己負担を含む私費負担全般を指す。

## 解説
書籍『隠れ教育費 公立小中学校でかかるお金を徹底検証』において誕生した言葉で、そもそもは公立小中学校でかかる保護者負担費用を指す言葉だったが、現在は公立私立問わず、高等学校なども含み、保護者負担以上に見えにくい教職員の自己負担（自腹）も含む私費負担全般を指す語として、報道などでも用いられている。

## 背景
本来的に学校運営費にかかる費用は、学校の設置者が負担するものと学校教育法5条でされているが、地方自治体の財政ひっ迫のもとで、長らく慣習的に地域住民や保護者、教職員の私費負担によって学校運営が維持されてきた経緯がある。さらに、教材会社が販売する教材の多様化・多角化、制服や学校指定品の高額化・アイテム数増加、修学旅行や部活動等の活発化の流れの中で、受益者負担を背景とする保護者の経済的負担は増える傾向にある。また、財務に関わる仕組みや公費予算の配当が地方に任されていることで、公費不足や公費の使いにくさを招いており、このことが教職員の自己負担（自腹）につながる一つの理由ともなっている。
　保護者の経済的負担については、栁澤靖明（埼玉県学校事務職員）と、福嶋尚子（千葉工業大学、教育行政学者）が、2019年8月出版の『隠れ教育費　公立小中学校でかかるお金を徹底検証』（太郎次郎社エディタス）で問題提起をした。この書籍は3刷に至り（2024年11月現在）、新聞各紙やテレビ・ラジオなどで「隠れ教育費」がテーマで報じられている。メディア報道や「隠れ教育費」に関わる最新の動向についてのコラムを掲載するため、2022年1月よりウェブサイト「「隠れ教育費」研究室」（管理人・ウエマ）が公開されている。
『隠れ教育費』で学校にかかる保護者の経済的負担を明らかにしてきた栁澤・福嶋が、古殿真大（名古屋大学、教育社会学者）を招いて教職員の自己負担についての大規模なインターネット調査を行い、初めてその結果を明らかにしたのが、2024年5月出版の『教師の自腹』（東洋館出版社）である。

## 概説
広義の隠れ教育費
「隠れ教育費」研究室によれば、「ひとりの子どもが学校に通うために必要とされる教育費、その総量を本人や保護者、さらには学校関係者でさえもよくわかっていない」教育費、「本当はそれが多額に上ることを知っているのに、意識的、あるいはしかたない、と思って見えなくなっている教育費」が広義の隠れ教育費である。
広義の隠れ教育費の総額として、文部科学省の「子供の学習費調査」の結果が参照されることが多い。令和3年度の調査結果（全国江平均）では、公立小学校の学校教育費は65,974円、学校給食費は39,010円、公立中学校は132,349円、37,670円、公立高等学校は309,261円（学校教育費のみ）となっている。
なお、塾や習い事、通信教育などの学校外の教育費の方がこうした調査では高額に上っているが、こうした費用については隠れ教育費に含まないことで、むしろ見えにくくなっている「学校にかかる費用」を浮き彫りにする意図がある。
狭義の隠れ教育費
「隠れ教育費」研究室によれば、「学校徴収金に含まれない、すなわち学校を経由しないで保護者が直接または間接的に必要なものを販売店から購入する費用」「学校徴収金として予算化されなく、単発的に必要が生じ、特に見えにくい教育費負担」が狭義の隠れ教育費である。
例えば、「制服などの指定品（指定の洋品店などで購入）、裁縫セットや習字セットなどの継続的に使う補助教材（メーカーのカタログなどから斡旋購入）、ノートや雑巾、工作や調理実習に使う材料などの消耗品（家庭にあるものか、購入して持参することが前提）」などが挙げられる。
教職員の自腹
　『教師の自腹』によれば、全国の公立小中学校の管理職層、正規／非正規教員、事務職員1034人にアンケート調査を行ったところ、2022年度の一年間で自腹を切った経験がある人は75.9％だった。1年間の自腹を網羅的に問うような調査ではないため、自腹の金額は回答者の申告額であるが、授業についての自腹を年間で100万円している人がいるなど、人によってはかなり高額の自腹をしていることが明らかにされている。これまでの教職員人生での自腹累計額が最も高額だった人は、2500万円だった。
　なお、教職員の自腹についてのコロナ禍以後の大規模な全国調査はこれ以外にはない（2024年11月時点）。